# 自贡市盐业历史博物馆
自贡市盐业历史博物馆，位于四川省自贡市自流井区解放路107号西秦会馆，是中国盐业史专业博物馆。

## 历史
1959年，自贡市盐业历史博物馆由邓小平倡议创办，是中国建立较早的收藏、研究、陈列中国盐业历史文物的专业博物馆。郭沫若题写馆名。馆址设在西秦会馆。2017年，自贡市盐业历史博物馆被中国博物馆协会评为第三批国家一级博物馆。
自贡市盐业历史博物馆拥有两个全国重点文物保护单位（西秦会馆、吉成井盐作坊遗址），1个四川省文物保护单位（王爷庙），1个近现代工业遗址（大安盐厂），1个分馆（狮市镇盐运历史文化陈列馆）。自贡市盐业历史博物馆主办历史学类期刊《盐业史研究》（属于CSSCI扩展版来源期刊）。自贡市盐业历史博物馆是自贡世界地质公园核心区、国家AAA级旅游景区、中国侨联爱国主义教育基地、全国科普教育基地、四川省哲学社会科学普及基地、中国自然科学博物馆协会专业科技博物馆委员会理事单位。
自贡市盐业历史博物馆馆藏珍贵文物595件。藏有世界上唯一一套完整的古代顿钻工具。